# 둥근귀코끼리
둥근귀코끼리(학명: Loxodonta cyclotis)는 장비목 코끼리과의 일종으로, 콩고 분지에 분포하는 아프리카코끼리의 근연종이다. 이름대로 귀가 부드러운 곡선을 그리고 있는 것이 특징이다. 상아는 구부러진 정도가 타 코끼리들에 비해 덜하고 몸빛이 짙은 편이다. 머리에 비해 코가 긴 편이며, 몸길이가 평균 2.5m, 체중이 2.7t으로 아프리카코끼리보다 덩치가 약간 더 작다. 아프리카코끼리와 구별을 위해 아프리카숲코끼리로도 부른다.
예전에는 아프리카코끼리의 한 아종으로 여겨졌으나, 최근 DNA 분석을 통해 동일한 속에 속하는 별개의 종이라는 사실이 밝혀졌고, 두 종이 2-7백만 년 전에 분화되었다는 것이 발표됐다. 현재 100,000마리의 둥근귀코끼리가 야생에 서식하고 있는 것으로 추정되며 그 가운데 압도적 다수가 가봉의 삼림 지대에 분포한다. 2002년에서 2014년 사이에 전체의 35%가 밀렵으로 자취를 감추었으나, 번식률이 높지 않아 밀렵으로 인해 줄어든 개체 수를 회복하려면 다소 시간이 소요될 것으로 전망된다.